# Oleg Kononienko
Oleg Dmitrijewicz Kononienko, ros. Олег Дмитриевич Кононенко (ur. 21 czerwca 1964 w Czardżou) – rosyjski kosmonauta.

## Życiorys
W 1988 roku ukończył Charkowski Instytut Lotnictwa. W 1996 został przyjęty do grupy WWS 12 (12. grupa pilotów wojskowych). 
W dniach od 8 kwietnia do 24 października 2008 jako inżynier pokładowy statku kosmicznego Sojuz TMA-12 uczestniczył w swoim pierwszym locie kosmicznym, w składzie Ekspedycji 17 na Międzynarodową Stację Kosmiczną (ISS). W jej trakcie wykonał dwa spacery kosmiczne: 10-11 lipca oraz 15 lipca, oba z Siergiejem Wołkowem.
21 grudnia 2011 ponownie poleciał na ISS, biorąc udział w ekspedycjach 30 i 31 (którą dowodził). 12 lutego 2012 r. wykonał swój trzeci spacer kosmiczny, gdy wraz z Antonem Szkaplerowem spędzili poza MSK 6 godzin i 15 minut. Na Ziemię powrócił 1 lipca 2012.
Dekretem Prezydenta Federacji Rosyjskiej Dmitrija Miedwiediewa, № 436 z 12 kwietnia 2011, został odznaczony Medalem „Za zasługi w podboju kosmosu”.
22 lipca 2015 r. po raz trzeci wyruszył na Międzynarodową Stację Kosmiczną, jako pilot–dowódca opóźnionej misji Sojuz TMA-17M. Jako inżynier pokładowy wszedł w skład ekspedycji 44 i 45. Na Ziemię powrócił 11 grudnia tego roku.
Stowarzyszenie Uczestników Lotów Kosmicznych (Association of Space Explorers) przyznało mu Universal Astronaut Insignia za lot orbitalny (nr 473).

## Wykaz lotów
| Loty kosmiczne, w których uczestniczył Oleg D. Kononienko    | Loty kosmiczne, w których uczestniczył Oleg D. Kononienko | Loty kosmiczne, w których uczestniczył Oleg D. Kononienko | Loty kosmiczne, w których uczestniczył Oleg D. Kononienko    | Loty kosmiczne, w których uczestniczył Oleg D. Kononienko | Loty kosmiczne, w których uczestniczył Oleg D. Kononienko | Loty kosmiczne, w których uczestniczył Oleg D. Kononienko |
| Nr                                                           | Data startu                                               | Data lądowania                                            | Statek kosmiczny                                             | Funkcja                                                   | Czas trwania                                              |                                                           |
| ------------------------------------------------------------ | --------------------------------------------------------- | --------------------------------------------------------- | ------------------------------------------------------------ | --------------------------------------------------------- | --------------------------------------------------------- | --------------------------------------------------------- |
| 1                                                            | 8 kwietnia 2008                                           | 24 października 2008                                      | Sojuz TMA-12 Międzynarodowa Stacja Kosmiczna – Ekspedycja 17 | inżynier pokładowy                                        | 198 dni 16 godzin 20 minut                                |                                                           |
| 2                                                            | 21 grudnia 2011                                           | 1 lipca 2012                                              | Sojuz TMA-03M ISS – Ekspedycja 30, Ekspedycja 31             | inżynier pokładowy dowódca Ekspedycji 31                  | 192 dni 18 godzin 58 minut                                |                                                           |
| 3                                                            | 22 lipca 2015                                             | 11 grudnia 2015                                           | Sojuz TMA-17M ISS – Ekspedycja 44, Ekspedycja 45             | dowódca Sojuza inżynier pokładowy ekspedycji              | 141 dni 16 godzin 9 minut                                 |                                                           |
| Łączny czas spędzony w kosmosie — 533 dni 3 godziny 27 minut |                                                           |                                                           |                                                              |                                                           |                                                           |                                                           |